# Пресгурвик, Жерар
Жерар Пресгурвик (фр. Gérard Presgurvic) — французский композитор, сценарист и актёр. Всемирную известность ему принес мюзикл «Ромео и Джульетта», поставленный на французской сцене в 2001 году.

## Биография
Жерар Пресгурвик родился 24 июня 1953 года, во Франции. Жерар считает себя самоучкой, фортепиано и гитару он освоил в достаточно зрелом возрасте. Пресгурвик недолго учился в Израиле, завершив своё образование в консерватории при Cinéma Français. Ему было сложно сделать выбор между музыкой и кино. В 24 года его отец, который был врачом, подарил ему пианино, в надежде, что сын, наконец, определится. Известно, что у Жерара есть жена Эвелин и дочь Лора.

## Творчество
В начале 1980-х годов он дебютировал в качестве композитора. Во время своей первой поездки в Америку, он увлекся американской музыкой. В США, куда Пресгюрвик уехал в середине 80х, он познакомился с молодым исполнителем и актёром Патриком Брюэлем. Первый альбом Брюэля «De face» (1985), практически целиком созданный Пресгюрвиком, разошёлся миллионным тиражом. В 1990 году Жерар написал несколько композиций для второго альбома Брюэля: «Casser la voix», «Qui a le droit» и другие. Жерар Пресгурвик автор песен таких исполнителей как Мирей Матьё («La solitude»), Эльза, Флорен Паньи, Анри Сальвадор, Лиан Фоли. Его музыка звучит во многих телевизионных и художественных фильмах («Pause Café», «Commissaire Moulin», «La Vérité si je mens»). Он работает с Клодом Лелушем и Аньес Варда. В 1998 его жена предложила ему создать мюзикл. На два года он погрузился в работу над будущим шедевром. Он всегда любил мюзиклы, но убедить продюсеров в коммерческой выгоде таких проектов ему удалось только после феноменального успеха мюзикла «Собора Парижской Богоматери». В 2001 Пресгюрвик принял участие в осуществлении проекта «Les Dix Commandements — Live» — сценической версии мюзикла «Десять заповедей», написанного Паскалем Обиспо, Лионелем Флорансом и Патрисом Жиро. В том же 2001 году с премьерой мюзикла «Ромео и Джульетта: от ненависти до любви» для Жерара Пресгюрвика настал час мировой славы. В одном интервью он вспоминает :

«Когда я задумывал этот мюзикл, то преследовал несколько целей:

1) дать зрителям возможность перенестись на два с половиной часа в мечту, их мечту;

2) увеличить в 30 или 40 раз все возможные эмоции;

3) каждый раз совершать путешествие, где цвета менялись бы каждые три минуты;

4) заставить встретиться и жить вместе разным, противоположным персонажам, участвующим в одной истории.»

30 сентября 2003 года в Palais des Sports состоялась премьера мюзикла «Унесённые ветром». В роли Скарлетт О’Хары — Лора Пресгюрвик.
В основе либретто — знаменитый американский роман XX века Маргарет Митчелл «Унесённые ветром».
В 2010 году вышла обновлённая версия мюзикла «Ромео и Джульетта: дети Вероны». Осенью 2012 появилась его гастрольная версия в Японии. 